# Edmund Burke
Edmund Burke (Dublin, 12 januari 1729 – Beaconsfield, 9 juli 1797) was een Brits-Iers filosoof en politicus die als de grondlegger van het moderne conservatisme wordt beschouwd. Voor de liberale Whigs zetelde hij meer dan dertig jaar in het House of Commons. Burke is vooral bekend van zijn krachtige oppositie tegen de Franse Revolutie, die hij zag als een gevolg van de Verlichting. Boven de rede stelde hij de organisch gegroeide en goddelijk gesanctioneerde traditie.

## Biografie
De Ierse Burke kwam in 1750 naar Londen om er jurist te worden. Maar de rechtswetenschap bevredigde hem niet. Hij brak zijn studies af en besloot auteur te worden. Zijn eerste werk, een satire gericht tegen Henry Bolinbroke waarin hij een terugkeer naar de natuurtoestand voorstelde, verscheen in 1756. Het volgende jaar publiceerde hij Een filosofisch onderzoek naar de oorsprong van onze denkbeelden over het sublieme en het schone. In dit onderzoek stelt hij dat schoonheid en overweldiging elkaars tegenpolen zijn. Hij geeft formele kenmerken van wat mensen als schoon ervaren (bv. relatief kleine, geleidelijke en harmonieuze, niet plotse overgangen, glad oppervlak). Het sublieme wordt gekenmerkt door het vermogen om sterke emoties op te wekken als gevolg van blootstelling aan beelden of ideeën van pijn, dood, gevaar en verschrikking (bijvoorbeeld natuurrampen) die op een vreemde manier ook aangenaam en zelfs genotvol kunnen zijn. In zijn 'enquiry' onderzoekt Burke, onder andere, hoe zoiets mogelijk is.
Hij begon politieke stukken te schrijven voor het net opgerichte tijdschrift The Annual Register. Burke zou zelf ook in de politiek stappen zetten als lid van de Whig Party. In 1765 werd hij lid van het Lagerhuis. Hij drukte zijn stempel op tal van politieke kwesties in zijn tijd.
Op het vlak van religieuze tolerantie bepleitte Burke de emancipatie van de katholieken, maar hij meende dat vrijheid van eredienst en vergadering volstonden. Hij verdedigde de Test Act van 1661 en Corporation Act van 1673, die civiele en militaire posities voorbehielden aan communicerende leden van de Church of England. Het uitsluiten van dissidente protestanten en andere godsdiensten vond hij gerechtvaardigd.
De Amerikaanse Revolutie zag hij als een ramp veroorzaakt door krankzinnigheid en ijdelheid langs beide kanten. Op 22 maart 1775 hield hij een rede in het House of Commons, waarin hij pleitte voor verzoening met de opstandige Britse kolonies in Amerika. Hij herinnerde het Lagerhuis aan Amerika's groeiende bevolking, zijn industrie en zijn rijkdom. Hij had begrip voor de bezwaren in de kolonies tegen het belastingregime, maar verzette zich tegen de roep om onafhankelijkheid. Nadat de oorlog in 1782 was beëindigd, hoopte hij dat de Verenigde Staten welvarend zouden worden, al vreesde hij nog de opkomst van de democratie in de zuidelijke staten. Al bij al zag hij in de Amerikaanse Onafhankelijkheidsoorlog vooral een afgewende revolutie, zoals eerder de Engelse Glorious Revolution.
In 1786 begon Burke met andere Whigs een impeachmentproces tegen Warren Hastings, de net uit het oosten teruggekeerde gouverneur-generaal van de East India Company. Dit zou uiteindelijk in 1795 uitlopen op een vrijspraak door het House of Lords.
Vanuit een nadruk op het belang van geschiedenis en traditie, pleitte Burke voor gematigde en behoedzame hervormingen. Progressieven en revolutionairen zag hij als bouwkundigen die de boel voortdurend aan de hand van blauwdrukken en utopieën wilden veranderen. Het utopisch radicalisme wees hij resoluut van de hand. Aanvankelijk stond hij eerder neutraal tegenover de Franse Revolutie, maar na de Mars op Versailles begon hij er anarchie in te zien. Ingaand tegen een preek van Richard Price schreef hij een pamflet om de betekenis van de gebeurtenissen te duiden. Reflections on the Revolution in France kwam uit in november 1790. Voor Burke was het fabriceren van een nieuwe regering weerzinwekkend. Anders dan Price zag hij geen parallel met de Glorious Revolution, omdat die in zijn visie geen nieuwe instellingen had willen vestigen, maar enkel oude vrijheden beschermen. Ook het idee van een sociaal contract bekritiseerde hij. Voor hem kon er enkel een intergenerationeel contract zijn:
Omdat de doeleinden van die overeenkomst zelfs niet door vele generaties kunnen worden bereikt, wordt het niet alleen een overeenkomst tussen de levenden, maar ook tussen de levenden, de doden en hen die nog moeten geboren worden. (vert. Jabik Veenbaas)
Meer algemeen keerde Burke zich tegen het idee van maakbaarheid en tegen verlichtingsdenkers die de bestaande structuren rationeel wilden hervormen. Hij omarmde het op traditie berustende vooroordeel als een pijler van de morele orde:
Het vooroordeel maakt van de deugd van de mens zijn gewoonte, en geen reeks van handelingen zonder samenhang. Door het juiste vooroordeel wordt zijn deugd deel van zijn natuur. (vert. Jabik Veenbaas)
Hij stelde in zijn Reflections dat de afbraak van kerk en adel ontreddering en despotisme zou installeren. Hij had geen vertrouwen in de gevolgde weg en meende dat de Franse Revolutie zou uitlopen op een dictatoriaal schrikbewind. De Terreur onder Robespierre ging inderdaad in die richting. Zelf schoof hij organisch gegroeide traditie en respect voor de standenmaatschappij naar voren als natuurlijk en wenselijk. In een beroemd citaat hekelde hij edellieden die zich aan de zijde van de revolutie schaarden en zich zodoende tegen hun eigen stand keerden:
Gehechtheid aan onze onderafdeling in de samenleving, liefde voor het kleine peloton waartoe we behoren, is het eerste principe (om zo te zeggen de kiem) van onze liefde voor de staat. Het is de eerste schakel in de ketting die ons verbindt met liefde voor ons land en voor de mensheid. (vert. Jabik Veenbaas)
Burke zag de Franse Revolutie als een complot tegen het christendom en de monarchie, beraamd en uitgevoerd door filosofen. In 1797 zou hij zich achter de samenzweringstheorie van abbé Barruel scharen, zoals uiteengezet in diens Mémoires pour servir à l'histoire du Jacobinisme.
Het pamflet van Burke, in het bijzonder zijn verzet tegen mensenrechten, lokte een groot debat uit. Enkele weken later kwam Mary Wollstonecraft met A Vindication of the Rights of Men. Thomas Paine keerde zich in 1791 tegen Burke in zijn Rights of Man. James Mackintosh schreef in Vindiciae Gallicae dat de Reflections een manifest voor een Tegenrevolutie waren en sprak zijn steun uit.
De partij van Burke was verdeeld over de kwestie maar hij werd in zijn houding gevolgd door premier William Pitt the Younger. Er kwam oorlog met het revolutionaire Frankrijk. Burke bleef de situatie nauwgezet opvolgen en publiceerde in oktober 1796 Letters on a Regicide Peace. Daarin analyseerde hij het Franse expansionisme als ideologisch gedreven: de revolutionairen waren een sekte die was begonnen in Frankrijk en universele heerschappij nastreefde.

## Receptie
In de 19e eeuw werd Burke geprezen door liberalen en conservatieven. Vanaf de 20e eeuw waren het vooral die laatsten die zich op hem beriepen. Hij wordt gezien als een grondlegger van het moderne conservatisme en door sommigen ook van de antiverlichting.
In Nederland komt de naar hem vernoemde Edmund Burke Stichting op voor het conservatief gedachtegoed, Burkeaans conservatisme, in België is dat de Deltastichting. De Vlaams-nationalistische politicus Bart De Wever is een prominent aanhanger van Burke.

## Geschriften
- A Vindication of Natural Society, 1756
- A Philosophical Enquiry into the Origin of Our Ideas of the Sublime and Beautiful, 1757
  - Nederlandse vertaling: Een filosofisch onderzoek naar de oorsprong van onze denkbeelden over het sublieme en het schone, vertaald, van aantekeningen voorzien en ingeleid door Wessel Krul, 2004, ISBN 9789065541925
- Reflections on the Revolution in France, 1790 (Gedeeltelijke Nederlandse vertalingen:
  - Franse Revolutie en Engelse traditie. Edmund Burke als voorspeller van terreur, vertaald en toegelicht door Marc Vanfraechem, ingeleid door Theodore Dalrymple, 2017, ISBN 9789492639028
  - Het wezen van het conservatisme. Een bloemlezing uit Reflections on the Revolution in France, ingeleid door Bart Jan Spruyt en vertaald door Maarten van der Marel, 2002, ISBN 9789028932166)
  - Eerste volledige Nederlandse vertaling: Edmund Burke, Bespiegelingen over de revolutie in Frankrijk, vertaling, inleiding en annotaties Jabik Veenbaas, 2019, ISBN 9789028427716)
- Correspondence of the Right Honourable Edmund Burke, 4 dln., 1844
- The Works of the Right Honourable Edmund Burke, 12 dln., 1887

## Voetnoten
1. ↑  
Russell Kirk, Edmund Burke. A Genius Reconsidered, 2014, p. 108-109. Gearchiveerd op 26 juni 2023.
2. ↑  Nigel Aston, "Burke and the Conspirational Origins of the French Revolution: Some Anglo-French Resemblances" in:  Conspiracies and Conspiracy Theories in Early Modern Europe, eds. Barry Coward en Julian Swann, 2004, p. 213-233

- Bibsys: 90543834
- Biblioteca Nacional de España: XX1112915
- Bibliothèque nationale de France: cb11894578t (data)
- Catàleg d'autoritats de noms i títols de Catalunya: 981058518541906706
- Gemeinsame Normdatei: 118517708
- International Standard Name Identifier: 0000 0001 2145 0834
- Library of Congress Control Number: n79040055
- Nationale Bibliotheek van Letland: 000021060
- Bibliotheek van het Japanse parlement: 00434848
- Nationale Bibliotheek van Tsjechië: jn20000703035
- Nationale bibliotheek van Australië: 35023846
- Nationale Bibliotheek van Israël: 987007305960605171
- Nationale Bibliotheek van Polen: a0000001185749
- Nationale en Universitaire bibliotheek Zagreb: 000009070
- Nederlandse Thesaurus van Auteursnamen: 323968775
- Réseau des bibliothèques de Suisse occidentale: 02-A003058949
- Istituto Centrale per il Catalogo Unico: CFIV060067
- LIBRIS: 179719
- SNAC: w63r0rsr
- Système universitaire de documentation: 026759535
- Trove: 797761
- Union List of Artist Names: 500222250
- Virtual International Authority File: 100173535
- WorldCat: E39PBJq6RBr4VxTdgm8hdKBpT3